# Józef Orzeł
Józef Orzeł (ur. 26 lutego 1946 w Charkowie) – polski filozof, ekonomista i publicysta, poseł na Sejm I kadencji.

## Życiorys
W 1968 ukończył ekonometrię w Szkole Głównej Planowania i Statystyki w Warszawie. W 1978 uzyskał stopień naukowy doktora z zakresu filozofii. W latach 1967–1972 był pracownikiem naukowym Instytutu Organizacji i Mechanizacji Budownictwa w Warszawie, a od 1976 do 1991 pracownikiem naukowym Instytutu Filozofii i Socjologii PAN.
Prowadził działalność wydawniczą, kierował spółką akcyjną Municipium. W 1990 znalazł się wśród założycieli Porozumienia Centrum. W 1991 został wybrany na posła I kadencji z listy POC. W trakcie kadencji poparł powołanie rządu Hanny Suchockiej i wspólnie z m.in. Jerzym Eysymonttem odszedł z PC, przystępując do Polskiego Programu Liberalnego. W 1993 nie ubiegał się o reelekcję i wycofał z polityki.
Był także doradcą ministra rozwoju regionalnego. Zajął się działalnością ekspercką w zakresie promocji i zarządzania projektami. Należał do współautorów Narodowego Planu Rozwoju na lata 2004–2006. Objął funkcję wiceprezesa Stowarzyszenia „Miasta w Internecie” i wiceprzewodniczącego Koalicji na Rzecz Społeczeństwa Informacyjnego.
W 2007 założył z Rafałem Ziemkiewiczem prawicowy dyskusyjny klub polityczny pod nazwą Klub Ronina. W 2010 objął funkcję prezesa Fundacji Macieja Rybińskiego. Zasiadł w radzie Fundacji Reduta Dobrego Imienia – Polska Liga przeciw Zniesławieniom. W 2016 został członkiem jednoosobowego zarządu Fundacji Klubu Ronina. Wszedł też w skład zarządu Fundacji Think Tank Instytut.
Był członkiem zespołu doradczego marszałka Sejmu Marka Kuchcińskiego. W 2016 został przedstawicielem PKO BP w radzie Polskiej Fundacji Narodowej (został odwołany wraz z pozostałymi członkami tego gremium w lutym 2024). Pełnił funkcję doradcy prezesa PKO BP. Od 2016 do 2018 przewodniczył radzie Instytutu Badań Rynku, Konsumpcji i Koniunktur, a od 2018 do 2019 – radzie Polskiego Instytutu Ekonomicznego. W 2017 został członkiem rady nadzorczej spółki Euroasia Rail Terminals. W latach 2019–2024 był przewodniczącym Rady do Spraw Cyfryzacji działającej przy ministrze cyfryzacji. Sprawował także funkcje wiceprzewodniczącego rady Fundacji Rozwoju Systemu Edukacji oraz członka rady Instytutu Łączności.